# T magico

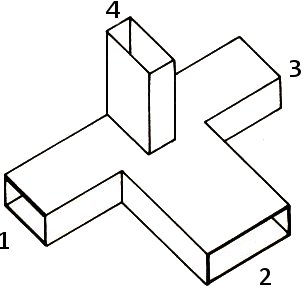
Schema di un T magico

In telecomunicazioni il T magico è un particolare tipo di accoppiatore per guide d'onda a microonde.
Il nome deriva dalla forma, che ricorda quella della lettera T e dal fatto che semplicemente per questa sua forma è in grado di elaborare i segnali in diversi modi a seconda di come entri il segnale.

## Descrizione
È una giunzione ibrida, utilizzata principalmente ad uso radaristico, ed in particolar modo nei radar ad inseguimento. È un caso particolare di T ibrido, dal quale si differenzia per il fatto di essere adattata a tutte le bocche.
Tra le sue funzioni si ha la divisione del segnale, la ripartizione in funzione della direzione di propagazione e somma/sottrazione di segnali.
A seconda di come sono destinate le bocche si hanno le seguenti proprietà, valide solamente in condizioni ideali:
1. Se viene alimentata dalla bocca 2, non si ha segnale nella bocca 4 e l'energia viene ripartita tra la bocca 3 e 1 con onde in fase.
2. Se viene alimentata dalla bocca 4, non si ha segnale nella bocca 2 e l'energia viene ripartita tra la bocca 3 e 1 con onde in opposizione di fase.
3. Se viene alimentata simultaneamente dalla bocca 2 e dalla 4, i contributi nelle altre due bocche si sommano nella bocca 3 e si sottraggono nella bocca 1.
4. Se viene alimentata dalla bocca 3 o 1, l'energia si suddivide nelle altre tre bocche.
5. Se viene alimentata simultaneamente dalla bocca 1 e dalla 3 con segnali in fase, i contributi si sommano nella bocca 2 e si sottraggono nella 4.
6. Se viene alimentata simultaneamente dalla bocca 1 e dalla 3 con segnali in opposizione di fase, i contributi si sommano nella bocca 4 e si sottraggono nella 2.

La matrice di diffusione del T magico, con la numerazione di figura, è la seguente:
{\displaystyle \mathbf {S} ={\frac {1}{\sqrt {2}}}{\begin{bmatrix}0&1&0&1\\1&0&1&0\\0&1&0&-1\\1&0&-1&0\end{bmatrix}}}